# سوبر ماريو بروس وندر
 سوبر ماريو بروس وندر  (بالإنجليزية: Super Mario Bros. Wonder)‏ هي لعبة فيديو منصات، تم تطويرها ونشرها بواسطة نينتندو لجهاز نينتندو سويتش في 20 أكتوبر 2023. اللعبة تم الإعلان عنها خلال حدث نينتندو دايركت في 21 يونيو 2023، وهي جزء من سلسلة ألعاب نيو سوبر ماريو برذرز.

## اللعب
لعبة سوبر ماريو برذرز وندر، من نوع منصات ذات عرض جانبي، وأحدث إصدار في ألعاب سوبر ماريو برذرز منذ نيو سوبر ماريو برذرز يو، يتحكم اللاعب فيها بشخصيات ماريو، ولويجي، وأصدقائهما الأميرة بيتش، والأميرة ديزي، وألوان مختلفة (زرقاء وصفراء) من تود، وأربعة أنواع من يوشي، وأخرون، الذين يحاولون منع باوزر، الذي يخطط للسيطرة على مملكة الزهور بعد استخدامه الزهرة العجيبة السحرية ليدمج نفسه مع قلعة المملكة. كما بإمكان اللاعب أن يأكل الفاكهة عن طريق الباور أب ليحول نفسه بواسطتها إلى فيل. يكمل اللاعب المستويات عبر مملكة الزهور بمساعدة سكانها الشبيهين بالزهور. على غرار ألعاب سوبر ماريو السابقة، يقوم اللاعبون بتوجيه شخصياتهم إلى نهاية المستوى مع تجنب الأعداء، مثل نباتات جومبا وبيرانا، والنقل عبر أنابيب الإعوجاج "Warp Pipes". تحتوي كل مرحلة على العديد من "البذور العجيبة" القابلة للتحصيل. تشتمل عناصر القوة الجديدة على فاكهة تحول اللاعب إلى فيل، وزهرة تسمح للاعب بإنشاء فقاعات تلتقط الأعداء، وفطر يمنح اللاعب قبعة حفر تسمح لهم بذلك. للحفر في الأرض أو السقف لتفادي الأعداء أو تجاوز العوائق. تقدم هذه اللعبة، الزهرة العجيبة، والتي تؤدي إلى تأثيرات غريبة مثل عودة الأنابيب إلى الحياة، وتكاثر جحافل الأعداء، وتغيير مظهر الشخصية وقدراتها. تنتهي التأثيرات عندما يجمع اللاعب البذرة العجيبة أو يغادر منطقة التأثير. هناك في اللعبة، ميزة جديدة تسمح للاعبين بتجهيز الشارات، والتي يتم فتحها طوال اللعبة وتمنح مزايا مختلفة للاعب. إنها مقسمة إلى ثلاث فئات مختلفة: شارات العمل، التي تمنح شخصية اللاعب قدرة إضافية، وشارات التعزيز، التي تمنح شخصية اللاعب قدرة سلبية إضافية، وشارات الخبراء، التي تمنح شخصية اللاعب مهارة متقدمة. يمكن تفعيل شارة واحدة فقط في المرة الواحدة لكل مستوى. وهي عادةً ما تكون اختيارية ويمكن إيقاف تشغيلها عند زيادة الصعوبة. تدعم اللعبة تعدد اللاعبين المحليين لما يصل إلى اثني عشر لاعبًا في غرفة بحد أقصى أربعة لاعبين نشطين في المستوى. كما أن اللعبة لديها بعض وظائف متعددة اللاعبين عبر الإنترنت. عند اللعب عبر مستوى ما أثناء اللعب عبر الإنترنت، قد تكون هناك إصدارات شفافة يصل عددها إلى ثلاثة لاعبين آخرين يلعبون عبر نفس المستوى. عندما يتواجد لاعبون آخرون عبر الإنترنت في مكان قريب، يصبح اللاعبون المهزومون أشباحًا ويتم منحهم نافذة قصيرة من الوقت لإحياء أنفسهم من خلال الطيران نحو لاعب آخر أو واقف خلفه لاعب آخر.